# Iberus
Pour les articles homonymes, voir Iberus (homonymie).
Genre
Iberus est un genre de mollusques gastéropodes de la famille des Helicidae, de la sous-famille des Helicinae. C'est un gastéropode terrestre pulmoné endémique de la péninsule Ibérique, typique des lieux arides et caillouteux.

## Historique et dénomination
- Le genre a été décrit par le naturaliste français Pierre Denys de Montfort en 1810.
- L'espèce type est Iberus gualtieranus.

### Nom vernaculaire
- Ibère [1].

## Taxinomie
Liste des espèces et sous-espèces
- Iberus gualtieranus Espèce type pour le genre
- Iberus marmoratus
  - Iberus marmoratus marmoratus
  - Iberus marmoratus alcarazanus
  - Iberus marmoratus cobosi
  - Iberus marmoratus guiraoanus
  - Iberus marmoratus loxanus
  - Iberus marmoratus rositae